# 洛克利文 (密西西比州)
洛克利文（英語：Loch Leven）是位於美國密西西比州威爾金森縣的鬼鎮。

## 地理
洛克利文所處的海拔為高於海平面16米（即52英呎），而該地所採用的時區為UTC-6，即北美中部時區（CST）。同時該地設有夏令時間，為UTC-6調快一小時，即UTC-5（CDT）。